# تکلدان
تکلدان یکی از روستاهای استان آذربایجان شرقی است که در دهستان آغمیون بخش مرکزی شهرستان سرآب واقع شده‌است. همه ی سکنه این روستا به زبان ترکی تلفظ میکنند.رودخانه تلخه رود که به دریاچه ارومیه میریزد از این روستا عبور میکند     